# ماهی مرکب تابناک
ماهی مرکب تابناک (نام علمی: Watasenia scintillans) نام یک گونه از راسته ماهی مرکب است.
ماهی مرکب تابناک در غرب اقیانوس آرام در عمق ۱۸۳ تا ۳۶۶ متر زندگی می‌کند و دارای خاصیت زیست‌تابی است. بر وی پوسته، سر، بازوها و شاخک‌های این ماهی نقاط ریز نورانی دیده می‌شود که نوربر نام دارند. ماهی مرکب تابناک با تاباندن نوربرهای خود ماهیان کوچک را جلب کرده و می‌خورد.